# 毛守義
毛守義（1929年—2019年1月25日），河南濬縣人，中華民國陸軍中校退役，有「馬祖海龍王」之稱。
毛守義15歲時跟隨兄長從軍，後隨國民黨撤退來台。1973年中華民國陸軍101兩棲偵察營成立後，受時任營長劉雨成重用，駐守馬祖南竿仁愛村（舊名鐵板），先後擔任過訓練官、營部隊隊長等職，負責訓練馬祖的海龍蛙兵部隊，多次率兵對抗大陸水鬼，於1977年接任馬祖偵三連第3任連長。1984年，以馬防部砲指部中校參謀官職缺晉升中校，兼任偵三連連長，直至退伍前未曾離開馬祖。越戰時期曾被派至越南進行敵後情蒐工作。1989年毛守義退伍，之後落腳台南永康從事保全工作。
毛守義晚年受病痛所苦，2019年1月25日病逝高雄榮民總醫院臺南分院，享壽90歲。3月2日，臺南市立殯儀館舉辦「毛守義連長緬懷追思紀念會」。

## 紀念
現於海龍蛙兵部隊偵三連門口，立有以毛守義樣貌為原型建造的蛙人銅像。2019年4月6日，入祀位於金湖鎮溪湖里溪邊村的海龍忠烈祠。

## 外部連結
- 永遠的馬祖海龍王-毛守義中校追思影片 The honer Sergeant Memory video in funeral （页面存档备份，存于）